# Pseudanthias heemstrai
Pseudanthias heemstrai är en fiskart som beskrevs av Schuhmacher, Krupp och Randall, 1989. Pseudanthias heemstrai ingår i släktet Pseudanthias och familjen havsabborrfiskar. Inga underarter finns listade i Catalogue of Life.